# Tor Endresen
Tor Endresen, född 15 juni 1959 i Bergen,  är en norsk sångare och låtskrivare. Han representerade i Norge Eurovision Song Contest 1997 i Dublin med låten "San Francisco", som slutade sist på noll poäng.
Han medverkade som sjungande bartender i början av 1990-talet i norsk TV, med TV-serien Lollipop, om 1950- och 60-talens popmusik. Serien hade 30 avsnitt, och musiken utkom på tre album.
En singel vid namn "Black Rain" från hans album Call Me Stranger 1986 höll på att bli signaturmelodi för James Bond-filmen The Living Daylights 1987. Valet föll dock på norska gruppen a-ha.
Han har fått två filmmusikpriser av Disney för sina sånginsatser i de norskspråkiga versionerna av Disneyfilmer.

## Diskografi
Album
- 1986 – Call Me Stranger (med Pål Thowsen och Ole Edvard Antonsen)
- 1989 – Life Goes On (med Pål Thowsen)
- 1989 – Lollipop (med Rune Larsen)
- 1990 – Lollipop 2 (med Rune Larsen och The Lollipops)
- 1991 – Solo
- 1991 – Lollipop Jukebox (med Rune Larsen, Carola, Karoline Krüger och The Lollipops)
- 1992 – Collection (med Pål Thowsen) (samling)
- 1992 – Tor Endresen II
- 1995 – Det beste fra Lollipop (samlingsalbum)
- 1996 – Sanger
- 1997 – De aller beste (samlingsalbum)
- 1998 – Nære ting (med Rune Larsen)
- 1999 – Tarzan – (original filmmusik)
- 2000 – Blue
- 2001 – Trippel Tor (3-CD-box med Solo, Tor Endresen II og Sanger)
- 2001 – Julen i våre hjerter (med dottern Anne Sophie)
- 2004 – Retrofeelia (Are Selheim og Tor Endresen)
- 2005 – Det beste fra Tor Endresen (samlingsalbum)
- 2005 – Now and Forever
- 2009 – Lollipop – 50 beste (samlingsalbum)
- 2011 – Min jul
- 2012 – Nydelige år – 40 beste (samlingsalbum)
- 2012 – Jumping for Joy

## Melodi Grand Prix och Eurovision Song Contest
- 1987 – "Hemmelig drøm" (nummer 9 i norska finalen)
- 1988 – "Lengta" (tillsammans med Iselin Alme) (nummer 4 i norska finalen)
- 1989 – "Til det gryr av dag" (nummer 2 i norska finalen)
- 1990 – "Café le swing" (nummer 3 i norska finalen)
- 1992 – "Radio Luxembourg" (nummer 2 i norska finalen)
- 1993 – "Hva" (nummer 3 i norska finalen)
- 1994 – "Aladdin" (nummer 2 i norska finalen)
- 1997 – "San Francisco" (vann norska finalen) → Eurovision Song Contest 1997 (nummer 24 med noll poäng)
- 1999 – "Lover" (nummer 3 i norska finalen)
- 2005 – "Can you hear me" (med  sångduon Seppo – nummer 5 i norska finalen)
- 2006 – "Dreaming of a new tomorrow" (nummer 5 i norska finalen)
- 2015 – "All Over the World" (med Elisabeth Andreassen, nummer 4 i norska finalen)